# 2004年リトアニア議会選挙
2004年リトアニア議会選挙（2004ねん リトアニア ぎかいせんきょ）は、リトアニア共和国の立法府であるセイマスの議員を選出するため2004年10月10日（第1回投票）に行われた選挙である。この選挙では、新しく設立された労働党とリトアニア社会民主党・新同盟による政党連合（院内会派）が勝利をおさめた。

## 選挙結果
- 投票日
  - 第1回投票：2004年10月10日
  - 決選投票：2004年10月24日…第1回投票の際、小選挙区において、得票の過半数を得た候補がいなかった選挙区で実施された。
- 選挙制度：小選挙区比例代表並立制
  - 小選挙区：第1回投票で得票の過半数を得た候補者がいた場合、当選が確定する。過半数を得た候補がいなかった場合は、2週間後に上位2名の候補者による決選投票が行われ、1位になった候補が当選する（2回投票制）。
  - 比例代表：最大譲与ヘア基数式で議席配分されるが、阻止条項として最低でも得票5%（政党連合の場合は7%）以上を確保する必要がある。非拘束名簿式で5位までの選好投票が可能。
- 登録有権者数：2,666,196名（比例代表区）
- 投票率
  - 小選挙区
    - （第1回投票）：46.04％
    - （決選投票）：40.26％
- 比例代表区：46.08%
- 有効投票数：1,195,655票（比例代表）

| #  | 政党連合 | 政党名                                                                                                   | 得票 （比例） | %    | 議席 | 議席     | 議席     |
| #  | 政党連合 | 政党名                                                                                                   | 得票 （比例） | %    | 合計 | 比例選挙 | 小選挙区 |
| -- | --- | --- | ------------- | ---- | ---- | -------- | -------- |
| 1  | 労働党 Darbo partija（DP） | 労働党 Darbo partija（DP）                                                                               | 340,035       | 28.4 | 39   | 22       | 17       |
| 2  | アルギルダス・ブラザウスカスおよびアルトゥーラス・パウラウスカスの連合「リトアニアのための労働のために」 Algirdo Brazausko ir Artūro Paulausko koalicija "Už darbą Lietuvai"（UDL） | リトアニア社会民主党 Lietuvos socialdemokratų partija（LSDP）                                            | 246,852       | 20.7 | 20   | 16       | 15       |
| 2  | アルギルダス・ブラザウスカスおよびアルトゥーラス・パウラウスカスの連合「リトアニアのための労働のために」 Algirdo Brazausko ir Artūro Paulausko koalicija "Už darbą Lietuvai"（UDL） | 新同盟（社会自由党） Naujoji sąjunga (socialliberalai) NS（SL）                                          | 246,852       | 20.7 | 11   | 16       | 15       |
| 3  | 祖国同盟 Tėvynės sąjunga/Lietuvos konservatoriai（TS） | 祖国同盟 Tėvynės sąjunga/Lietuvos konservatoriai（TS）                                                   | 176,409       | 14.6 | 25   | 11       | 14       |
| 4  | ロランダス・パクサスの政党連合「秩序と正義のために」 Rolando Pakso koalicija "Už tvarką ir teisingumą" （UTT）                                                                      | 自由民主党 Liberalų demokratų partija（LDP）                                                             | 135,807       | 11.4 | 11   | 9        | 2        |
| 4  | ロランダス・パクサスの政党連合「秩序と正義のために」 Rolando Pakso koalicija "Už tvarką ir teisingumą" （UTT）                                                                      | リトアニア人民連合「公正なリトアニアのために」 Lietuvos liaudies sąjunga "Už teisingą Lietuvą"（LLSUTL） | 135,807       | 11.4 | 11   | 9        | 2        |
| 5  | 自由中道同盟 Liberalų ir centro sąjunga（LiCS） | 自由中道同盟 Liberalų ir centro sąjunga（LiCS）                                                          | 109,872       | 9.1  | 18   | 7        | 11       |
| 6  | 農民新民主党連合 Valstiečių ir Naujosios demokratijos partijų sąjungos（VNDS） | リトアニア農民党 Lietuvos valstiečių partija（LVP）                                                      | 78,902        | 6.6  | 10   | 5        | 5        |
| 6  | 農民新民主党連合 Valstiečių ir Naujosios demokratijos partijų sąjungos（VNDS） | 新民主党 Naujosios demokratijos partija（NDP）                                                           | 78,902        | 6.6  | 10   | 5        | 5        |
| 7  | リトアニア・ポーランド人選挙活動 Lietuvos lenkų rinkimų akcija（LLRA） | リトアニア・ポーランド人選挙活動 Lietuvos lenkų rinkimų akcija（LLRA）                                   | 45,302        | 3.8  | 2    | －       | 2        |
| 8  | キリスト教保守社会同盟 Krikščionių konservatorių socialinė sąjunga（KKSS） | キリスト教保守社会同盟 Krikščionių konservatorių socialinė sąjunga（KKSS）                               | 23,426        | 2.0  | －   | －       | －       |
| 9  | リトアニア・キリスト教民主党 Lietuvos krikščionys demokratai（LKD） | リトアニア・キリスト教民主党 Lietuvos krikščionys demokratai（LKD）                                      | 16,362        | 1.4  | －   | －       | －       |
| 10 | 無所属 | 無所属                                                                                                   | －            | －   | 5    | －       | 5        |
|    | | 合計 |               |      | 141  | 70       | 71       |

- 出典：リトアニア選挙委員会。選挙制度や政党の略称についてはリトアニアの選挙･政党データ（xlsファイル）－ポスト社会主義国の選挙･政党データ（ベータ版）（西南学院大学法学部教員仙石学のページ）より
- ウクメルゲ地区選出のユリウス・ヴェセルカ (Julius Veselka) は、小選挙区においては無所属での立候補であったが、ここではパクサス政党連合「秩序と正義」に含めている。